# 陈朝阳
陈朝阳（1963年2月8日—2004年4月30日），浙江玉环人，中华人民共和国公务员，离世前任玉环县经济贸易局副局长，为台州市政协委员。2004年4月30日凌晨，在进行生猪屠宰综合执法时，遭被执法者暴力袭击因公殉职。中华人民共和国人事部、商务部追授其为“模范公务员”。

## 生平
1963年2月，陈朝阳生于玉环县环山镇西溪（今属玉城街道西溪社区）一个知识分子家庭。1983年7月，毕业于温州师范专科学校（今温州大学）物理系，先后担任玉城中学教师、玉环县教育委员会教研室教研员、玉环县科学技术委员会干事、玉环县科技情报站站长、玉环县专利服务站站长。1997年4月2日，在玉环县科学技术协会第五次代表大会上，当选为玉环县科协副主席。1998年10月，获高级工程师职称。同年被推选为台州市第二届政协委员（科学技术协会界别）。后担任玉环县重点学科和技术带头人选拔培养工作领导小组办公室主任、玉环县工程师协会秘书长。2003年5月，调任玉环县经济贸易局副局长，分管商贸工作，任内积极推进了玉环县医药公司转制、县食品公司和县肉联厂的转制和改革。
其间，参加浙江师范大学物理系函授学习至毕业，兼任中华全国专利代理人协会会员、中国知识产权研究会会员、浙江知识产权研究会会员、玉环县科技情报学会理事、玉环县标准化协会会员。曾获得玉环县先进工作者、台州市科协系统先进个人等荣誉称号。
在全国专利代理人资格统考中，陈朝阳以超出分数线60分的高分，取得全国专利代理人资格和标准化人员资格，牺牲前为玉环县拥有该资格的3人之一。后前往上海科技管理干部学院参加“一年制英语四会班”和“暑期英语口语强化班”，并通过英语六级考试。2000年，参加浙江大学“科技与法律”研究生班函授学习至毕业。1992年，玉环县在深圳市举办招商会，陈朝阳与他人合作主持120个招商项目的翻译工作。

## 殉職
2004年4月30日凌晨，为抓好“放心肉”工程、保障五一假期群众的食品安全，玉环县经贸局、公安局、工商局、卫生局等部门对非法生猪屠宰点开展联合整治。时任玉环县经贸局副局长的陈朝阳担任整治行动的负责人。在珠港镇西青塘村（今属玉城街道）执法时，发现一个非法屠宰点，缴获13头生猪。执法过程中，屠宰点老板倪青文及其妻子赶来与执法人员对抗。经劝说，倪的情绪逐渐稳定，但当执法人员离开屠宰点时，倪青文又请求陈朝阳归还部分物品。遭后者拒绝后，他砸坏了执法人员的摄像机，又亮出一把20厘米长的杀猪刀，向陈朝阳扎去。两人扭打起来，掉入了路边的小河里，倪青文对着陈朝阳连刺四刀。几秒后，倪青文拿着刀爬上河岸，朝着前来控制他的民警黄通钦胸口扎了两刀。黄通钦等执法人员将其制服，到河边把陈朝阳拉了上来。2时55分，陈朝阳与黄通钦被送至玉环县人民医院抢救。经医生检查，陈朝阳被刺6刀，其中肝部刀伤深达15厘米，肺部深7厘米。经抢救，黄通钦脱离危险，陈朝阳则在紧急抢救后，于凌晨3时07分宣告抢救无效死亡。当天下午5时，其遗体被送往玉环县殡仪馆。
5月2日，中共中央政治局委员、国务院副总理吴仪，中共浙江省委书记、浙江省人大常委会主任习近平，中共浙江省委副书记、省长吕祖善等领导相继作出指示，向陈朝阳同志表示沉痛哀悼，向他的亲属表示慰问。同日，中共玉环县委、台州市委先后作出开展向陈朝阳学习活动的决定。中共玉环县委、县人民政府追授陈朝阳为“人民好公仆”。陈朝阳生前多次要求加入中国共产党，中共玉环县委决定报请浙江省委追认他为中共党员。中共浙江省委决定，追认陈朝阳为中国共产党党员。5月3日上午7时30分，陈朝阳追悼会在玉环县殡仪馆举行。同月，经浙江省人民政府批准为革命烈士。6月28日，陈朝阳、黄茂平烈士命名大会暨先进事迹报告会在玉环县委小礼堂内举行，玉环县委副书记王国忠宣读《革命烈士通知书》，玉环县委书记李剑飞、副书记王国忠为两位烈士的家属颁发了革命烈士证书。玉环县经贸局党委书记、局长柯寿建在会上介绍陈朝阳的事迹。7月6日，其骨灰被安葬于玉环县烈士陵园。
2004年6月8日上午，浙江省台州市中级人民法院开庭审理倪青文故意杀人案。被告倪青文对基本犯罪事实供认不讳，但对一些细节有异议；被告辩护人则认为他属于故意伤害罪。法院合议庭没有采信被告和辩护律师的意见，最终宣判：被告人倪青文犯故意杀人罪、故意毁坏公私财物罪，依法判处死刑，剥夺政治权利终身。7月16日上午，台州市、玉环县两级政法机关，在玉环县交巡警大队前召开全县宣判处理大会，大会结束后，倪青文被押往刑场依法枪决。
当年，《焦点访谈》则制作了一期节目，报道陈朝阳的殉职经过，并曝光了私屠乱宰整治存在的漏洞。节目中，玉环的主管部门认为，《生猪屠宰管理条例》中对私屠乱宰的处罚（没收、罚款）不能有效制止不法行为。商务部部长助理黄海则透露，据不完全统计，自该条例颁布以来，在打击私屠乱宰的行动中，全国范围内牺牲的执法人员已经超过10人，将近100人受伤。黃海也表示，上述条例于1997年制定，已经过时，国务院已向全国人大报告请求制订《屠宰法》。
2005年，人事部、商务部追授陈朝阳为模范公务员。同年，政协台州市委员会办公室和政协玉环县委员会联合编印的书籍《模范公务员陈朝阳》编辑发行。

## 家庭
其父陈贻炘曾任玉环县政协副主席，退休后任玉环县老年大学常务副校长、玉环县政协之友联谊会理事长、玉环县行风监督协会会长。其母曾任玉环县人民医院护理部主任。妻子为唐丹华。去世时有一子，12岁。